# Hankar (métro de Bruxelles)
Hankar est une station de la ligne 5 du métro de Bruxelles située à Bruxelles, sur la commune d'Auderghem.

## Situation
La station est située chaussée de Wavre et est nommée d'après le square Baron Robert Hankar tout proche.
Elle est située entre les stations Pétillon et Delta sur la ligne 5.

## Histoire
Cette station fut construite début des années 1970, comme d'autres, dans le même vallon que la ligne 26 SNCB (Halle-Vilvorde-Malines), qui passe ici sous la station. Elle n'est pas souterraine.
Cette station de métro est avec la station Delta les deux stations les plus proches de l'ensemble du réseau STIB.

## Service aux voyageurs

### Accès
La station compte deux accès :
- Accès no 1 : situé côté sud de la chaussée de Wavre (équipé d'un ascenseur) ;
- Accès no 2 : situé côté nord de la chaussée de Wavre.

### Quais
La station est de conception classique avec deux voies encadrées par deux quais latéraux.

### Intermodalité
La station est desservie par la ligne 34 des autobus de Bruxelles, par la ligne 543 du réseau TEC et, la nuit, par la ligne N09 du réseau Noctis.

## Œuvre d'art
La fresque « notre temps » de Roger Somville décore cette station.

## À proximité
- École européenne de Bruxelles III
- Quartier de la Chasse Royale
- Square Jean-Baptiste Degreef